# 1875 en Suisse
Chronologie de la Suisse
- 1871
- 1872
- 1873
- 1874
- 1875
- 1876
- 1877
- 1878
- 1879

Chronologie de la Suisse
1874 en Suisse - 1875 en Suisse - 1876 en Suisse

## Gouvernement au1erjanvier 1875
- Conseil fédéral[1]
  - Johann Jakob Scherer (PRD), président de la Confédération
  - Emil Welti (PRD), vice-président de la Confédération
  - Melchior Josef Martin Knüsel (PRD)
  - Karl Schenk (PRD)
  - Eugène Borel (PRD)
  - Paul Ceresole (PRD)
  - Wilhelm Matthias Naeff (PRD)

## Évènements

### Janvier
Vendredi 1er janvier 
- Premier numéro de l’hebdomadaire satirique alémanique Nebelspalter.
- Le Tribunal fédéral, né de la Constitution fédérale de 1874, s’installe à Lausanne.

 Mardi 26 janvier 
- Entrée en vigueur de la loi fédérale concernant les pensions militaires et les indemnités.

### Février
Vendredi 12 février 
- Décès à Genève, à l’âge de 86 ans, de la portraitiste Amélie Munier-Romilly.

### Mars
Dimanche 7 mars 
- Décès à Genève, à l’âge de 78 ans, du physiologiste Charles Chossat.

 Lundi 22 mars 
- Décès à Schwytz, à l’âge de 60 ans, du juriste et historien Martin Kothing.

### Avril
Jeudi 8 avril 
- Entrée en vigueur de la loi fédérale concernant les questions de droit relatives aux voies de raccordement entre le réseau des chemins de fer suisses et les établissements industriels.

### Mai
Dimanche 23 mai 
- Votations fédérales. Le peuple rejette, par 207 263 non (50,6 %) contre 202 583 oui (49,4 %), la loi fédérale sur le droit de vote des citoyens suisses.
- Votations fédérales. Le peuple approuve, par 213 199 oui (51,0 %) contre 205 069 non (49,0 %), la loi fédérale concernant l'état civil, la tenue des registres qui s'y rapportent et le mariage.

### Juin
Vendredi 4 juin 
- Mise en service du chemin de fer du Arth-Righi (SZ).

### Juillet
Jeudi 1er juillet 
- L’Union postale universelle, dont le siège est à Berne, devient opérationnelle.
- Mise en service de la ligne ferroviaire Vallorbe-Pontarlier, dernier maillon de la liaison Lausanne-Paris.

 3 juillet 
- Une loi fédérale introduit le système métrique ; le mètre, le litre et le kilogramme seront appliqués à partir du 1er janvier 1877 comme unités de mesure dans l'ensemble du pays[2].

 Mercredi 14 juillet 
- Décès à Genève, à l’âge de 88 ans, du général Henri Dufour.
- Entrée en vigueur de la loi fédérale sur les contingents d'argent.

 Mercredi 28 juillet 
- Des milices uranaises matent une révolte des ouvriers du chantier du tunnel du Gothard. Leur intervention cause la mort de quatre manifestants.

### Septembre
Mercredi 1er septembre 
- Entrée en vigueur de la loi fédérale sur les transports par chemins de fer.

### Octobre
Jeudi 7 octobre 
- Décès à Troyes (Champagne), de Marie-Thèrèse Chappuis, fondatrice des oblates de Saint-François de Sales.

 Mercredi 27 octobre 
- Décès à Delle (Territoire de Belfort), à l’âge de 68 ans du journaliste et éditeur Jean-François Lachat.

### Novembre
Lundi 1er novembre 
- Entrée en vigueur de la loi fédérale concernant les frais d'entretien et de sépulture des ressortissants pauvres d'autres cantons.

 Mercredi 10 novembre 
- Entrée en vigueur de la Loi fédérale sur la responsabilités des entreprises de chemins de fer et de bateaux à vapeur, en cas d'accidents entraînant mort d'homme ou lésions corporelles.

 Vendredi 12 novembre 
- Décès à Lausanne, à l’âge de 76 ans, du journaliste Johann Jakob Blumer.

 Lundi 15 novembre 
- Décès à Aoussa (Éthiopie), à l’âge de 43 ans, de l’ethnologue et cartographe Werner Munzinger, dit Pacha.

### Décembre
Vendredi 10 décembre 
- Élection au Conseil fédéral de Fridolin Anderwert (PRD TG), de Joachim Heer (PRD, GL) et de Bernhard Hammer (PRD SO).

 Samedi 18 décembre 
- Election au Conseil fédéral de Numa Droz (PRD, NE).

 Lundi 20 décembre 
- Décès à Genève, à l’âge de 76 ans, du linguiste Adolphe Pictet de Rochemont.